# Singa neta
Singa neta là một loài nhện trong họ Araneidae.
Loài này thuộc chi Singa. Singa neta được Octavius Pickard-Cambridge miêu tả năm 1872.